# 5 000 mètres masculin aux Jeux olympiques d'été de 2020
Pour des articles plus généraux, voir Athlétisme aux Jeux olympiques d'été de 2020 et 5 000 mètres aux Jeux olympiques.
Navigation
Rio 2016 Paris 2024
L'épreuve du 5 000 mètres masculin aux Jeux olympiques de 2020 se déroule les 3 et 6 août 2021 au Stade olympique national de Tokyo, au Japon.

## Records
Avant cette compétition, les records dans cette discipline étaient les suivants : 
| Record du monde  | Joshua Cheptegei (UGA) | 12 min 35 s 36 | Monaco | 14 août 2020 |
| Record olympique | Kenenisa Bekele (ETH)  | 12 min 57 s 82 | Pékin  | 23 août 2008 |

## Résultats

### Finale
| Rang               | Athlète                  | Pays            | Temps          | Notes |
| ------------------ | ------------------------ | --------------- | -------------- | ----- |
| Médaille d'or      | Joshua Cheptegei         | Ouganda         | 12 min 58 s 15 |       |
| Médaille d'argent  | Mohammed Ahmed           | Canada          | 12 min 58 s 61 |       |
| Médaille de bronze | Paul Chelimo             | États-Unis      | 12 min 59 s 05 | SB    |
| 4                  | Nicholas Kipkorir Kimeli | Kenya           | 12 min 59 s 17 | SB    |
| 5                  | Jacob Kiplimo            | Ouganda         | 13 min 02 s 40 |       |
| 6                  | Birhanu Balew            | Bahreïn         | 13 min 03 s 20 |       |
| 7                  | Justyn Knight            | Canada          | 13 min 04 s 38 |       |
| 8                  | Mohamed Katir            | Espagne         | 13 min 06 s 60 |       |
| 9                  | Grant Fisher             | États-Unis      | 13 min 08 s 40 |       |
| 10                 | Milkesa Mengesha         | Éthiopie        | 13 min 08 s 50 |       |
| 11                 | Andrew Butchart          | Grande-Bretagne | 13 min 09 s 97 | SB    |
| 12                 | Luis Grijalva            | Guatemala       | 13 min 10 s 09 | NR    |
| 13                 | Jimmy Gressier           | France          | 13 min 11 s 33 |       |
| 14                 | Woody Kincaid            | États-Unis      | 13 min 17 s 20 | SB    |
| 15                 | Dawit Fikadu             | Bahreïn         | 13 min 20 s 24 | SB    |
| 16                 | Oscar Chelimo            | Ouganda         | 13 min 44 s 45 |       |

### Séries
Les 5 premiers de chaque série (Q) et les 5 meilleurs temps (q) se qualifient pour la finale.

#### Série 1
| Rang | Athlète                  | Pays            | Temps    | Notes |
| ---- | ------------------------ | --------------- | -------- | ----- |
| 1    | Nicholas Kipkorir Kimeli | Kenya           | 13:38.87 | Q     |
| 2    | Mohammed Ahmed           | Canada          | 13:38.96 | Q     |
| 3    | Oscar Chelimo            | Ouganda         | 13:39.07 | Q     |
| 4    | Woody Kincaid            | États-Unis      | 13:39.04 | Q     |
| 5    | Birhanu Balew            | Bahreïn         | 13:39.42 | Q     |
| 6    | Marc Scott               | Grande-Bretagne | 13:39.61 |       |
| 7    | Hugo Hay                 | France          | 13:39.95 |       |
| 8    | David McNeill            | Australie       | 13:39.97 |       |
| 9    | Getnet Wale              | Éthiopie        | 13:41.13 |       |
| 10   | Daniel Ebenyo            | Kenya           | 13:41.64 |       |
| 11   | Jonas Raess              | Suisse          | 13:43.52 |       |
| 12   | Soufiyan Bouqantar       | Maroc           | 13:43.97 |       |
| 13   | Lucas Bruchet            | Canada          | 13:44.08 |       |
| 14   | Nibret Melak             | Éthiopie        | 13:45.81 |       |
| 15   | Yemaneberhan Crippa      | Italie          | 13:47.12 |       |
| 16   | Robin Hendrix            | Belgique        | 13:58.37 |       |
| 17   | Yuta Bando               | Japon           | 14:05.80 |       |
| 18   | Nursultan Keneshbekov    | Kirghizistan    | 14:07.79 |       |
| 19   | Abidine Abidine          | Mauritanie      | 14:54.80 | PB    |
|      | Mike Foppen              | Pays-Bas        | DNF      |       |

#### Série 2
| Rang | Athlète                       | Pays                          | Temps    | Notes  |
| ---- | ----------------------------- | ----------------------------- | -------- | ------ |
| 1    | Mohamed Katir                 | Espagne                       | 13:30.10 | Q      |
| 2    | Paul Chelimo                  | États-Unis                    | 13:30.15 | Q      |
| 3    | Justyn Knight                 | Canada                        | 13:30.22 | Q      |
| 4    | Jacob Kiplimo                 | Ouganda                       | 13:30.40 | Q      |
| 5    | Joshua Cheptegei              | Ouganda                       | 13:30.61 | Q      |
| 6    | Milkesa Mengesha              | Éthiopie                      | 13:31.13 | q      |
| 7    | Andrew Butchart               | Grande-Bretagne               | 13:31.23 | q      |
| 8    | Grant Fisher                  | États-Unis                    | 13:31.80 | q      |
| 9    | Jimmy Gressier                | France                        | 13:33.47 | q      |
| 10   | Luis Grijalva                 | Guatemala                     | 13:34.11 | q      |
| 11   | Morgan McDonald               | Australie                     | 13:37.36 |        |
| 12   | Narve Gilje Nordås            | Norvège                       | 13:41.82 |        |
| 13   | Jamal Abdelmaji Eisa Mohammed | Équipe olympique des réfugiés | 13:42.98 | PB     |
| 14   | Dawit Fikadu                  | Bahreïn                       | 13:44.03 | SB, qR |
| 15   | Lesiba Mashele                | Afrique du Sud                | 13:48.25 |        |
| 16   | Mohamed Mohumed               | Allemagne                     | 13:50.46 |        |
| 17   | Isaac Kimeli                  | Belgique                      | 13:57.36 |        |
| 18   | Hiroki Matsueda               | Japon                         | 14:15.54 |        |
|      | Samwel Masai                  | Kenya                         |          | DNS    |
|      | Patrick Tiernan               | Australie                     |          | DNS    |

## Légende
Records et Performances
- AR : Record continental (area record)
- CR : Record des championnats (championship record)
- MR : Record du meeting (meet record)
- NR : Record national (national record)
- OR : Record olympique (olympic record)
- PR : Record paralympique (paralympic record)
- PB : Record personnel (personal best)
- SB : Meilleure performance personnelle de la saison (season's best)
- WL : Meilleure performance mondiale de l'année (world leader)
- WJR : Record du monde junior (world junior record)
- WR : Record du monde (world record)

Circonstances et Conditions
- DNF : N'a pas terminé (did not finish)
- DNS : N'a pas pris le départ (did not start)
- DQ : Disqualification (disqualification)
- NM : Aucun essai valable enregistré (No Mark)
- Q : Qualifié « directement » au prochain tour (ou à la prochaine compétition), lors d'une compétition majeure, grâce au classement ou à la réalisation des minima (automatic qualifier)
- q : Qualifié au prochain tour (ou à la prochaine compétition), lors d'une compétition majeure, grâce au repêchage ou à la réalisation de l'une des meilleures performances parmi celles des « non qualifiés directement » (grâce au meilleur temps ou à la meilleure distance par exemple) (secondary qualifier)